# Pseudohorus vermiformis
Pseudohorus vermiformis är en spindeldjursart som beskrevs av Beier 1947. Pseudohorus vermiformis ingår i släktet Pseudohorus och familjen Olpiidae. Inga underarter finns listade i Catalogue of Life.